# Proceroplatus iaunai
Proceroplatus iaunai är en tvåvingeart som beskrevs av Lane 1956. Proceroplatus iaunai ingår i släktet Proceroplatus och familjen platthornsmyggor. Inga underarter finns listade i Catalogue of Life.